# Alsóelefánt
Alsóelefánt (szlovákul Dolné Lefantovce, németül Unter-Elefant) község Szlovákiában, a Nyitrai kerületben, a Nyitrai járásban. Irma udvar (szlovákul Dvor Irma) tartozik hozzá.

## Fekvése
Nyitrától 15 km-re északra, Felsőelefánttól 2 kilométernyire nyugatra fekszik.

## Története
Területén már az újkőkorban és a kora vaskorban (hallstatt) is éltek emberek.
1113-ban Elefant néven említik először. Ősi birtokosa az Elefánt nemzetség volt, amely még Könyves Kálmán királytól kapta adományul a birtokot. 1253-ban Elephant, 1322-ben Elephanth Inferior, 1337-ben Elefant untrawue, 1372-ben Alsoelephanth alakban szerepel az írott forrásokban. Későbbi birtokosai a Bartakovich, Forgách, Pongrácz és más nemes családok voltak. Volt itt birtokuk a felsőelefánti pálosoknak is. A 19. században a Gyulai család birtoka.
A település 1421-ben vásártartási jogot kapott. 1715-ben szőlőskertje, 7 jobbágy és 2 zsellér háztartása volt. 1751-ben 32 család élt itt. 1787-ben 47 házában 332 lakost számláltak. 1828-ban 57 háza és 399 lakosa volt, akik főként mezőgazdaságból éltek.
Fényes Elek szerint "Alsó-Elefánt, Nyitra vm. tót falu, a Nyitra vizéhez közel, ut. post. Nyitrától északra 2 1/2 mfdnyire: 366 kath., 14 zsidó lak. Kath. fil. templommal. Van sok és jó réte; szőlőhegye. F. u. a religioi kincstár s más nemesek."
A trianoni békeszerződésig Nyitra vármegye Nyitrai járásához tartozott.
1976-tól 2002-ig Lefantovce néven egyesült Felsőelefánttal.

## Népessége
| Év:            | 1994. | 2004. | 2014.   | 2024.    |
| -------------- | ----- | ----- | ------- | -------- |
| Emberek száma: | 0     | 538   | 556     | 711      |
| Eltérés:       |       | –     | +3,34 % | +27,87 % |

| Év:            | 2023. | 2024.   |
| -------------- | ----- | ------- |
| Emberek száma: | 717   | 711     |
| Eltérés:       |       | -0,83 % |

1880-ban 344 lakosából 282 szlovák és 16 magyar anyanyelvű volt.
1890-ben 344 lakosából 298 szlovák és 28 magyar anyanyelvű volt.
1900-ban 430 lakosából 351 szlovák és 54 magyar anyanyelvű volt.
1910-ben 403 lakosából 358 szlovák és 30 magyar anyanyelvű volt.
1919-ben 62 házában, 502 lakosából 490 csehszlovák, 5 magyar és 7 német volt.
1921-ben 476 lakosából 466 csehszlovák volt.
1930-ban 576 lakosa mind csehszlovák volt.
2011-ben 528 lakosából 518 szlovák, 1 cseh és 9 ismeretlen nemzetiségű volt.
2021-ben 702 lakosából 662 szlovák, 2 magyar, 1 cigány, 2 egyéb és 35 ismeretlen nemzetiségű.

## Nevezetességei
- Római katolikus temploma eredetileg gótikus stílusú volt. 1801-ben és 1857-ben átépítették. Gótikus keresztelőmedencéje van.
- Kastélyát 1774-ben építették, a 19. század végén és a 20. század első felében megújították.
- Itt, a sírkápolnában nyugszik Bartakovics Béla (1791–1873) egri érsek, aki a szomszédos Felsőelefánton született.